# Hjälmstare
Hjälmstare (Basilornis galeatus) är en fågel i familjen starar inom ordningen tättingar.

## Utbredning och systematik
Fågeln förekommer på Banggaiöarna (Peleng och Banggai) och Sulaöarna (Taliabu och Mangole). Den behandlas som monotypisk, det vill säga att den inte delas in i några underarter.

## Status
IUCN kategoriserar arten som nära hotad.